# Franz Wende
Franz Wende (czes. František Wende, ur. 3 czerwca 1904 we Freiheit, zm. 1968 w Bad Harzburg) – skoczek narciarski i kombinator norweski, brązowy medalista mistrzostw świata w skokach i kombinacji, reprezentował Czechosłowację.

## Kariera
Pochodził z rodziny Niemców sudeckich, był członkiem towarzystwa sportów zimowych Hauptverband Deutscher Wintersportvereine in der ČSR. Uczestniczył w zawodach w latach 20. XX wieku. W 1924 wystąpił na igrzyskach olimpijskich w Chamonix, gdzie zajął dziesiąte miejsce w skokach.
W 1925 brał udział w mistrzostwach świata w Jańskich Łaźniach, gdzie zdobył brązowy medal w skokach, ulegając tylko Willenowi Dickowi oraz Henry’emu Ljungmannowi. Na tych samych mistrzostwach zajął czwarte miejsce w kombinacji norweskiej, przegrywając walkę o brązowy medal z Xaverem Affentrangerem. Dwa lata później, podczas mistrzostw świata w Cortina d’Ampezzo wywalczył brązowy medal w kombinacji, ustępując tylko dwóm rodakom: Rudolfowi Burkertowi oraz Otakarowi Německiemu. Na owych mistrzostwach w skokach zajął piąte miejsce. Również w 1927 wziął udział w konkursie skoków w Mistrzostwach Tatr w Westerowie (dzisiaj Tatrzańska Polanka), gdzie zajął siódme miejsce. Kolejny występ na arenie międzynarodowej zanotował podczas Igrzysk Olimpijskich w Sankt Moritz w 1928, gdzie wystąpił w kombinacji, ale rywalizacji nie ukończył. Wende uczestniczył również w konkursie skoków na mistrzostwach świata w 1931 roku w Oberhofie. Zajął wówczas 19. miejsce i był to jego ostatni międzynarodowy start.
Po zakończeniu kariery pracował jako instruktor narciarski w Szpindlerowym Młynie, uczył także gry w tenisa. Ostatecznie wyemigrował do RFN, gdzie zmarł w 1968.

## Osiągnięcia w skokach

### Igrzyska olimpijskie
| Miejsce | Dzień    | Rok  | Miejscowość | Konkurencja   | Wynik zwycięzcy | Strata     | Zwycięzca          |
| ------- | -------- | ---- | ----------- | ------------- | --------------- | ---------- | ------------------ |
| 10.     | 4 lutego | 1924 | Chamonix    | Indywidualnie | 18,960 pkt      | -3,480 pkt | Jacob Tullin Thams |

### Mistrzostwa świata
| Miejsce | Dzień     | Rok  | Miejscowość       | Konkurencja   | Wynik zwycięzcy | Strata     | Zwycięzca   |
| ------- | --------- | ---- | ----------------- | ------------- | --------------- | ---------- | ----------- |
| 3.      | 12 lutego | 1925 | Jańskie Łaźnie    | Indywidualnie | 18,985 pkt      | -0,874 pkt | Willen Dick |
| 5.      | 2 lutego  | 1927 | Cortina d’Ampezzo | Indywidualnie | 18,200 pkt      | -1,437 pkt | Tore Edman  |
| 19.     | 13 lutego | 1931 | Oberhof           | Indywidualnie | 236,0 pkt       | -47,6 pkt  | Birger Ruud |

## Osiągnięcia w kombinacji

### Igrzyska olimpijskie
| Miejsce | Dzień     | Rok  | Miejscowość  | Konkurencja   | Wynik zwycięzcy | Strata | Zwycięzca            |
| ------- | --------- | ---- | ------------ | ------------- | --------------- | ------ | -------------------- |
| DNF     | 18 lutego | 1928 | Sankt Moritz | Indywidualnie | 17,833 pkt      | –      | Johan Grøttumsbråten |

### Mistrzostwa świata
| Miejsce | Dzień     | Rok  | Miejscowość       | Konkurencja   | Wynik zwycięzcy | Strata     | Zwycięzca            |
| ------- | --------- | ---- | ----------------- | ------------- | --------------- | ---------- | -------------------- |
| 4.      | 4 lutego  | 1925 | Jańskie Łaźnie    | Indywidualnie | 35,816 pkt      | ?          | Otakar Německý       |
| 3.      | 2 lutego  | 1927 | Cortina d’Ampezzo | Indywidualnie | 17,947 pkt      | -0,458 pkt | Rudolf Burkert       |
| 12.     | 14 lutego | 1931 | Oberhof           | Indywidualnie | 439,00 pkt      | -50,00 pkt | Johan Grøttumsbråten |